# Gradsko kazalište Marina Držića
Gradsko Kazalište Marina Držića je kao profesionalno kazalište osnovano 1944. godine u Dubrovniku i osnovna mu je djelatnost izvođenje dramskih predstava.

## Povijest
Prve kazalište predstave u Dubrovniku održavale su se u doba renesanse negdje među dubrovačkim kućama i ulicama, a najčešće na širokom prostoru ispred Kneževa dvora. Stari arsenal Orsan bio je prvi dubrovački zatvoreni teatarski prostor od kraja 17.stoljeća do 1808.godine, a poslije pada Dubrovačke Republike kad je Velika vijećnica izgubila svoju funkciju teatar je organiziran u toj dvorani. To je kazalište nosilo naziv Kneževsko kazalište i korišteno je od 1809. do 1817. godine kad je stradalo u požaru.
U vrijeme austrijske vlasti kazališna djelatnost odvijala se u uređenom prostoru kuće Gozze (Gučetić), u periodu od 1823. do 1864. godine. Zgrada u kojoj Kazalište Marina Držića djeluje danas izgrađena je 1865. godine, a izgradnju je financirao Luko Bonda (Bondić). Nazvana je Bondin teatar i pod tim imenom djeluje do Drugog svjetskog rata.
Kao profesionalno kazalište djeluje od 1944. godine kad je utemeljeno kao Narodno kazalište Dubrovnik. U povodu obilježavanja 400 godina smrti velikog dubrovačkog pisca Marina Držića kazalište dobiva današnje ime.
Oslikani strop dubrovačkog kazališta djelo je Vlaha Bukovca, koji postavlja temelje hrvatske moderne. Tema Bukovčeva djela, slikanog na stropu 1901. godine je «Krunjenje dvostruko na nebu i zemlji». Svečani zastor kazališta s motivima dubrovačkog gradskog života oslikao je suvremeni umjetnik Matko Trebotić 2008.
Na početku 21. stoljeća u Kazalištu Marina Držića zaposleno je 48 djelatnika od čega je 13 glumaca.

## Vanjske poveznice
- Službena stranica